# پیشخدمت

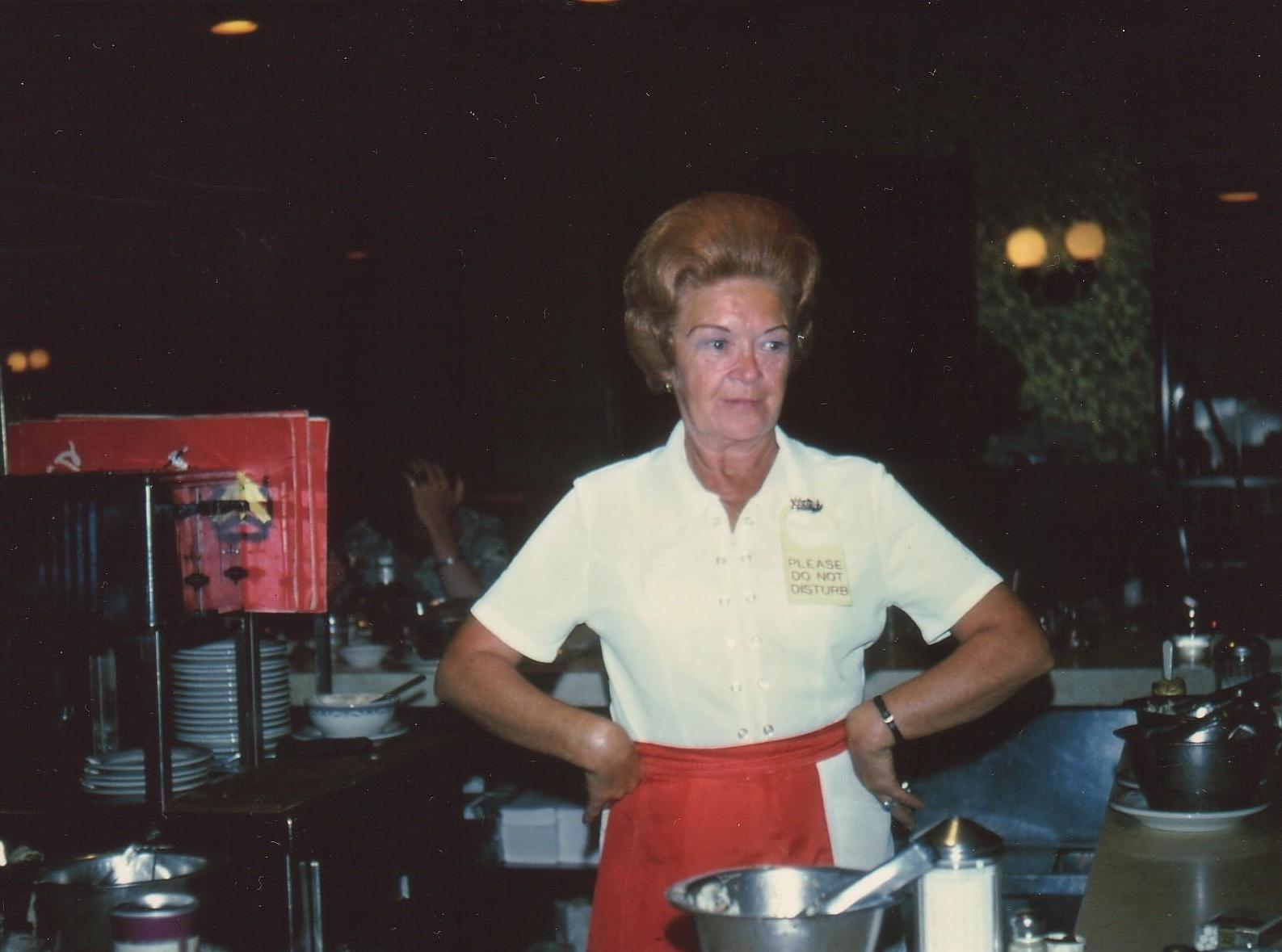
یک پیشخدمت در ساحل میامی سال ۱۹۷۳.

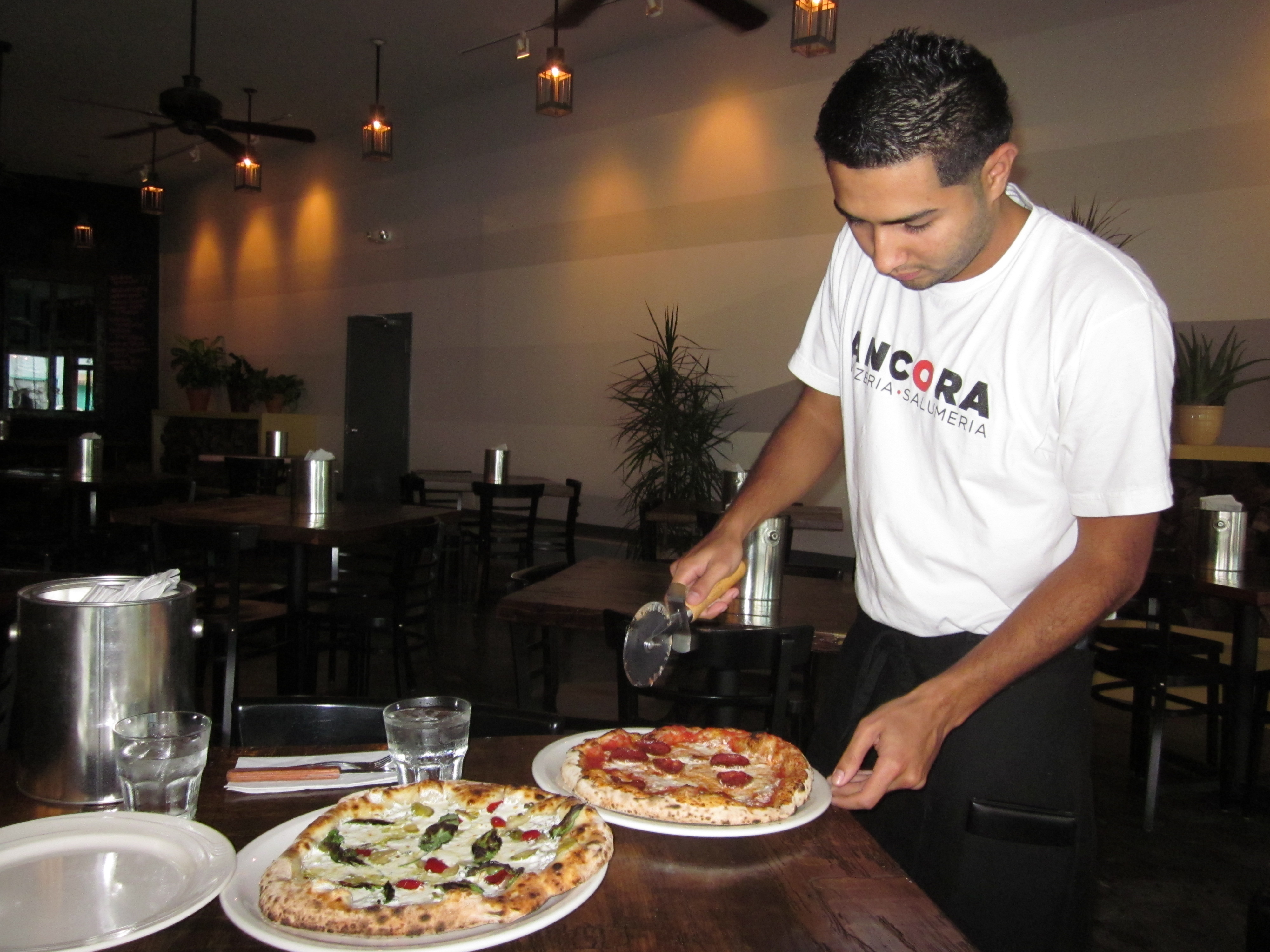
پیشخدمت در آنکورا.

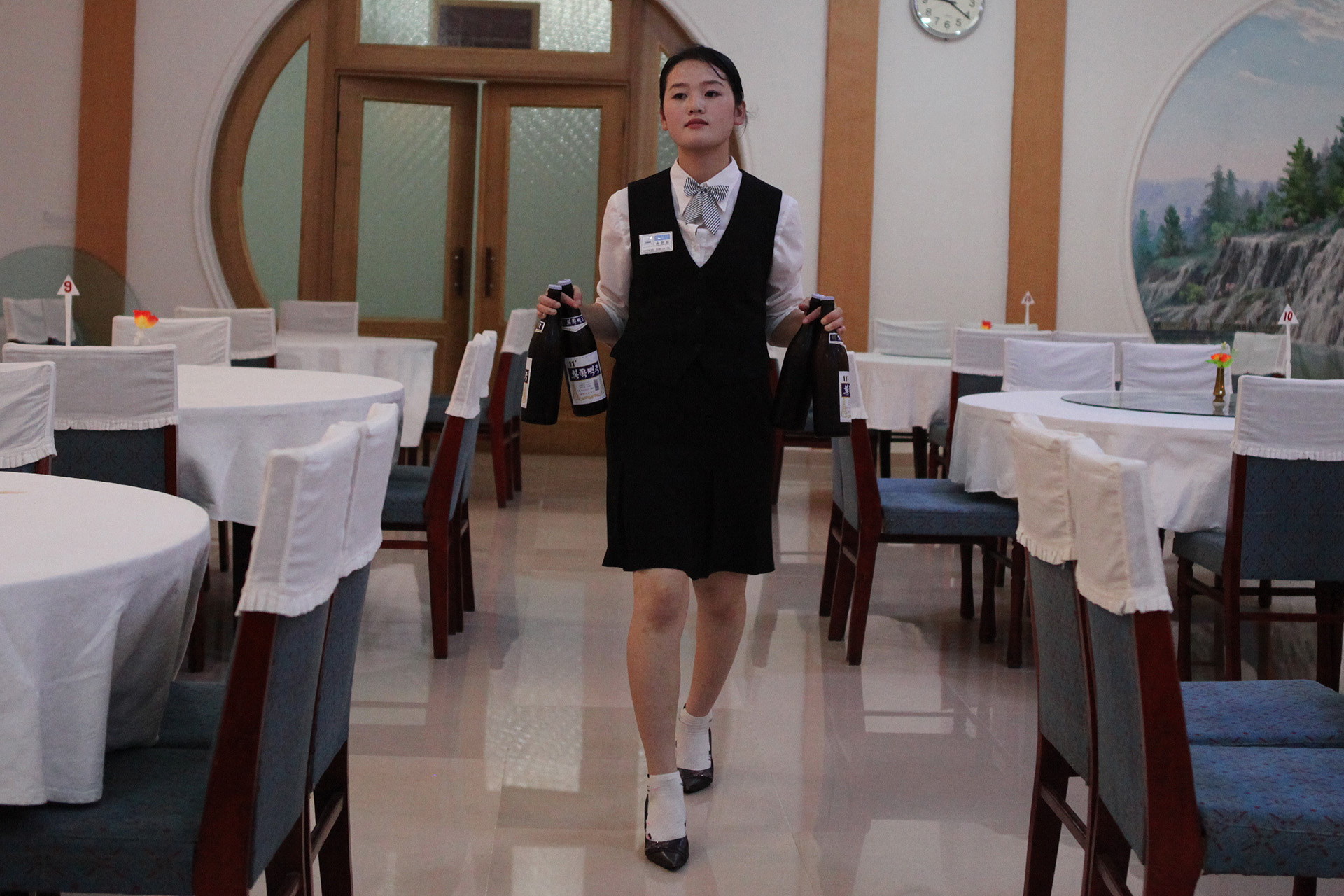
یک پیشخدمت زن در هتلی در کره شمالی.

پیشخدمت (انگلیسی: Waiting staff) کسی است که در یک رستوران یا یک بار و گاهی در خانه‌های شخصی کار می‌کند و با تهیه و ارائه مواد غذایی و نوشیدنی به مشتریان برحسب درخواست آن‌ها خدمت‌رسانی می‌کند. نقش یک پیشخدمت در یک رستوران بسیار مهم است و باید همیشه به بذل توجه و کمک به مهمانان بپردازد. هر پیشخدمت طبق قوانین و دستورالعمل‌هایی که توسط مدیر توسعه یافته کار می‌کند.
پیشخدمتی (همراه با پرستاری و تدریس) سهم عمده‌ای از بخش خدمات در ایالات متحده را دارد و یکی از شایع‌ترین مشاغل است. در آوریل سال ۲۰۰۸ اداره آمار نیروی کار تخمین زد که بیش از ۲٫۲ میلیون نفر ابه عنوان پیشخدمت در ایالات متحده شاغل هستند.
بسیاری از رستوران‌ها یونیفرمی خاص را برای کارکنان خود انتخاب می‌کنند که پیشخدمتان باید آن‌ها را بپوشند. بخش عمده یا جزئی از درآمد یک پیشخدمت ممکن است از طریق دریافت انعام تأمین شود که به طور گسترده بنابه آداب و رسوم مختلف از کشوری به کشور دیگر متفاوت است.